# Was im Leben zählt
Was im Leben zählt ist ein deutscher Fernsehfilm aus dem Jahr 2016.
Bei dem Film handelt es sich um die Fortsetzung des Weihnachtsfilms Obendrüber, da schneit es von 2012. Die Rolle von Diana Amft, der Hauptdarstellerin des ersten Films, wurde in der Fortsetzung von Petra Schmidt-Schaller übernommen.

## Handlung
Der evangelische Pastor Gregor Thaler lebt in Beziehung mit seiner neuen Liebe, der Jazzsängerin Miriam Kirsch. Damit erregt er den Unmut des Kirchenrates und der Gemeinde, da Miriam noch nicht von ihrem Ehemann Jan, der sie und ihre Tochter Julchen verlassen hat, geschieden ist. Dies führt auch zu Missstimmungen in der Beziehung der beiden, als Gregor will, dass Miriam sich von Jan scheiden lässt, was Miriam aber aus Rücksicht auf Julchen ablehnt. Zudem zeigt Jan wieder Interesse an seiner Ex-Partnerin.
Auch die Nachbarn im Mietshaus haben mit Sorgen und Nöten zu kämpfen. Achim Henning muss damit zurechtkommen, dass sich seine Frau Waltraud von ihm getrennt hat, um zu sich zu finden, und benötigt die Hilfe der Putzhilfe Lori. Henning nimmt Lori bei sich auf, als diese eines Abends mit blauen Flecken vor der Tür steht. Miriam bietet Henning, der früher gerne Flöte gespielt hat, an, gemeinsam mit ihm zu musizieren. Zu seiner Enttäuschung muss Henning später feststellen, dass Lori ihn heimlich bestohlen hat. Reumütig bringt Lori das Diebesgut wieder zurück.
Hausmeister Eberling will nicht wahrhaben, dass er an Demenz erkrankt ist, und versteckt sogar seine Tabletten. Als er eine Pfanne Bratkartoffeln nicht ausschaltet und einen Küchenbrand auslöst, zieht seine Tochter Ingrid zu ihm. Als Ingrid die versteckten Tabletten entdeckt, kommt sie zu dem Schluss, dass ihr Vater in ein Heim muss. Nach anfänglichem Zögern stimmt dieser zu.
Währenddessen ist sich das Pärchen Isabell und Nick nicht einig beim Thema Kinderwunsch. Nach einer Phase der Auseinandersetzung schlägt Isabell vor, mit dem Kinderwunsch zu warten, bis beide dazu bereit sind.
Der alleinerziehende Vater Michael wiederum muss sich damit auseinandersetzen, dass seine pubertierende Tochter Nina ihren ersten Freund hat. Gleichzeitig hat er ein Auge auf Ingrid geworfen.
Als Miriam nach einem Konzertabend nach Hause zurückkehrt, muss sie feststellen, dass Jan nicht, wie versprochen, auf Julchen aufgepasst hat; stattdessen hat er sich mit seiner neuen Liebe Sonja getroffen. Aus Enttäuschung darüber, dass ihm nichts an ihr und Julchen liegt, verlangt Miriam die Scheidung. Gregor traut ein Brautpaar und betont in seiner Predigt die Grenzen einer Moral, die der Liebe nicht standhält. Gleichzeitig kündigt er – zum Schreck seiner Kritiker – an, sein Amt niederlegen zu wollen.
Als die Hausgemeinschaft ein Fest feiert, um Hausmeister Eberling zu verabschieden, kommen Michael und Ingrid sich näher.

## Kritiken
„Zum Schluss versammelt sich das ehrenwerte Haus im eigenen Gemeinschaftsgarten. Das Paradies scheint erreicht. Aber wer weiß, die Liebe höret nimmer auf: Dem Sommer folgt ein weihnachtlicher Winter, zu dem schon seit einer Ewigkeit der „Kleine Lord“ und „Dinner for One“ aus dem Kyffhäuser geschickt werden. Da wäre noch Platz.“

„Zu selten hält der Film, was der Titel verspricht: Was im Leben zählt reißt existenzielle Themen an, Krankheit, Liebe, Verlust. Versenkt sie aber im Kitsch. Er möchte alltägliche Geschichten erzählen. Dabei ist doch nichts unalltäglicher als ein Happy End. Das Glück als unabwendbare Konsequenz allen Seins. Der Film traut sich nicht, sein Publikum zu fordern, hat spürbar Angst, es zu verschrecken. Wie schrecklich.“

„Erneut erzählt der Film magische Geschichten einer kleinen Hausgemeinschaft, die zu zeigen versucht, wie das Leben lebenswerter sein kann. Wenn auch die dargestellte Gesellschaft an eine utopisch heile Welt erinnert, sind sowohl die Liebesgeschichte als auch die etlichen Seitenstränge amüsant.“